# Heinrich Philipp August Damerow
Heinrich Philipp August Damerow, född 28 december 1798 i Stettin, död 22 september 1866 i Halle an der Saale, var en tysk läkare.
Damerow blev 1830 extra ordinarie professor i Greifswald och 1836 föreståndare för det provisoriska hospitalet i Halle an der Saale samt övertog 1844 högsta ledningen för det nyinrättade provinshospitalet där. Han bidrog mycket till förbättrandet av de tyska vårdanstalterna för sinnessjuka liksom till utbildande av skickliga hospitalsläkare. Åren 1844–1857 redigerade han Allgemeine Zeitschrift für Psychiatrie. Hans mest betydande skrift är Ueber die relative Verbindung der Irren-, Heil- und Pflegeanstalten in historisch-kritischer, sowie in moralischer, wissenschaftlicher und administrativer Beziehung (1840).